# Bengt Peter Lundahl
Bengt Peter Lundahl, född 17 mars 1840 i Östra Ljungby socken, Kristianstads län, död av smittkoppor 11 december 1885 i Massaua, var en svensk missionär.
Lundahl prästvigdes 1868 och utgick samma år i Evangeliska Fosterlandsstiftelsens tjänst till Eritrea, där han fick sitt arbete i Massaua och grundade stationen Moncullo, där han verkade fram till sin död.